# Vulkan (filme)
Vulkan (em ucraniano:  Вулкан; em inglês:  Volcano) é um filme de drama ucraniano-germânico-monegasco de 2018, e a estreia na direcção de Roman Bondarchuk. Através da personagem Lukas, um intérprete que está preso na região que ele deveria ajudar a monitorizar para uma organização de segurança, o filme examina a vida das pessoas nas estepes do sul da Ucrânia que vivem em liberdade anárquica, aparentemente esquecidas pelo mundo exterior.
O filme estreou no Festival Internacional de Cinema de Karlovy Vary (KVIFF) no dia 1 de Julho de 2018 no programa East of the West. Ganhou vários prémios em festivais internacionais de cinema, incluindo o Grande Prémio em festivais na Arménia, Croácia e Marrocos. O filme é conhecido pelos seus visuais impressionantes e uma sensação de documentário alcançada através de técnicas de cinéma vérité e do elenco empregar não-actores. Bondarchuk recebeu o Prémio Nacional Shevchenko pela direcção do filme.

## Elenco
Apenas dois actores profissionais estão no elenco: Viktor Zhdanov e Khrystyna Deilyk. Volcano foi a estreia cinematográfica de Deilyk. Serhiy Stepansky era conhecido dos cineastas pelo seu trabalho como director de som, e o resto do elenco foi recrutado por Tatiana Simon de aldeias ao redor do local de filmagem.

## Produção

### Redacção e desenvolvimento
O roteiro começou a ser desenvolvido no início de 2010, inicialmente seguindo um estrangeiro que ficou preso no aeroporto de Odessa devido a erupções vulcânicas na Islândia, e que então começou a viajar para o interior da Ucrânia. Os escritores Daria Averchenko, Roman Bondarchuk e Alla Tyutyunnyk actualizaram bastante a história seguindo o movimento Euromaidan, a revolução ucraniana de 2014, a anexação russa da Crimeia e a Guerra Civil no Leste da Ucrânia, mas mantiveram o título de "Volcano". Averchenko observou que o título simbolizava o cataclismo repentino que pode ocorrer na vida de uma pessoa.
Bondarchuk e Averchenko têm experiência em fazer documentários e originalmente imaginaram o projecto como um documentário. A personagem Vova é baseada no tio de Averchenko. Os escritores basearam várias outras personagens em membros da família. O filme menciona ainda uma dedicatória em memória daqueles cujas aldeias foram inundadas pela criação do reservatório de Kakhovka.
Em 2014 a produção garantiu metade do seu orçamento de US$ 10 milhões da Agência de Cinema do Estado da Ucrânia. O filme foi produzido por Olena Yershova da Tato Film (Ucrânia) com os co-produtores Averchenko of South (Ucrânia), Tanja Georgieva-Waldhauer da Elemag Pictures (Alemanha) e Michel Merkt da KNM (Mónaco).

### Filmagens
O filme foi rodado em Beryslav, Oblast de Kherson, na Ucrânia, no rio Dnieper, a uma hora ao norte da Crimeia. A câmera principal era uma Red Epic com lentes Ultra Prime; exteriores nocturnos foram filmados com um Sony Alpha 7. Todas as filmagens eram de tripé ou montagens de ombro. O roteiro foi significativamente reformulado durante as filmagens.
A pós-produção foi concluída na Arri Media, na Alemanha. De acordo com Bondarchuk, as filmagens mais complicadas foram as cenas subaquáticas. Bondarchuk também dirigiu um videoclipe para "DakhaBrakha", uma música que é usada nos créditos finais do filme.

## Lançamento

### Estreia e tour em festivais
Volcano foi exibido em mais de 40 festivais de cinema. Uma versão inicial do filme foi exibida em Julho de 2017 no Festival Internacional de Cinema de Karlovy Vary (KVIFF) e no Festival Internacional de Cinema de Odessa nas secções Works in Progress. O filme teve a sua estreia mundial no dia 1 de Julho de 2018 no KVIFF, no programa de competição East of the West. Também foi incluído nos programas de competição de 2018 do Filmfest München e do Festival Internacional de Cinema de Odessa.

### Distribuição
O filme deveria ter sido lançado na Ucrânia pelo distribuidor Arthouse Traffic a 21 de Fevereiro de 2019. No entanto, o distribuidor foi alterado para a Distribuição de Cinema Ucraniana e o lançamento foi adiado para 4 de Abril de 2019. Internacionalmente, o filme foi distribuído pela Pluto Film Distribution Network, com sede em Berlim.
O filme foi lançado para streaming na Europa Oriental na HBO Go no início de 2019. Em Março de 2020 foi lançado no serviço de streaming Takflix. A estreia televisiva do filme foi no canal de televisão público ucraniano UA:Kultura a 27 de Junho de 2019 e foi transmitido após a região de Kherson no vulcão (em ucraniano: "Херсонщина на вулкані"), um documentário filmado por Bondarchuk e pela equipa do Volcano durante sete dias.
| Lista de prémios e observações | Lista de prémios e observações                                         | Lista de prémios e observações                       | Lista de prémios e observações                       | Lista de prémios e observações | Lista de prémios e observações |
| Ano                            | Cerimónia                                                              | Categoria                                            | Nomeado ou destinatário                              | Resultado                      | Referência                     |
| ------------------------------ | ---------------------------------------------------------------------- | ---------------------------------------------------- | ---------------------------------------------------- | ------------------------------ | ------------------------------ |
| 2015                           | Coroação da Palavra (Ucrânia)                                          | Melhor Roteiro                                       | Daria Averchenko, Roman Bondarchuk e Alla Tyutyunnyk | Venceu                         | [ 4 ]                          |
| 2017                           | 8º Festival Internacional de Cinema de Odessa (Ucrânia)                | Melhor trabalho em andamento                         | Volcano                                              | Venceu                         | [ 22 ]                         |
| 2018                           | 53º Festival Internacional de Cinema de Karlovy Vary (República Checa) | Prémio Leste a Oeste (Checo: Na východ od Západu)    | Volcano                                              | Nomeado                        | [ 23 ]                         |
| 2018                           | 15º Festival Internacional de Cinema de Yerevan (Arménia)              | Grande Prémio do Damasco Dourado                     | Volcano                                              | Venceu                         | [ 24 ] [ 25 ]                  |
| 2018                           | 36º Filmfest München (Alemanha)                                        | Independentes Internacionais                         | Volcano                                              | Nomeado                        | [ 26 ]                         |
| 2018                           | 25º Palić European Film Festival (Sérvia)                              | Paralelos e encontros                                | Volcano                                              | Nomeado                        | [ 27 ] [ 28 ]                  |
| 2018                           | 1º Festival Internacional de Cinema da Eurásia (Cazaquistão)           | Melhor Director                                      | Roman Bondarchuk                                     | Venceu                         | [ 29 ]                         |
| 2018                           | 23º Split Film Festival (Croácia)                                      | Grande Prémio                                        | Volcano                                              | Venceu                         | [ 30 ]                         |
| 2018                           | 2º Festival Internacional de Cinema de Pingyao (China)                 | Prémio do Júri do Público                            | Volcano                                              | Venceu                         | [ 31 ]                         |
| 2018                           | First National Film Critics Award (Ucrânia)                            | Prémio Kinokolo de Melhor Longa-Metragem             | Volcano                                              | Nomeado                        | [ 32 ]                         |
| 2018                           | First National Film Critics Award (Ucrânia)                            | Melhor actor                                         | Sergey Stepansky                                     | Nomeado                        | [ 32 ]                         |
| 2018                           | 25º Listapad (Bielorrússia)                                            | Melhor som / partitura                               | Anton Baibakov                                       | Venceu                         | [ 33 ]                         |
| 2018                           | 25º Festival Internacional de Cinema de Rabat (Mónaco)                 | Grande Prémio                                        | Volcano                                              | Venceu                         | [ 34 ]                         |
| 2018                           | 49º Festival Internacional de Cinema da Índia                          | Prémio especial do júri para uma estreia na direcção | Volcano                                              | Venceu                         | [ 35 ]                         |
| 2019                           | Minneapolis–Saint Paul International Film Festival (Estados Unidos)    | Prémio Especial do Júri - Cineasta Emergente         | Volcano                                              | Venceu                         | [ 36 ]                         |
| 2019                           | 33º Festival Internacional de Cinema de Friburgo (Suíça)               | Comenda do Júri Ecuménico                            | Volcano                                              | Venceu                         | [ 37 ]                         |